# Gleboznawstwo leśne
Gleboznawstwo leśne,  pedologia (od łac. gleba – grudka ziemi) – nauka zajmująca się badaniem gleb leśnych, ich genezą, budową, właściwościami fizycznymi, chemicznymi i biologicznymi, systematyką oraz możliwościami ich użytkowania, a także  rozmieszczeniem na terenie kraju.
Gleba jest nieodłączną częścią ekosystemu leśnego i stanowi ważny czynnik umożliwiający i warunkujący sprawne funkcjonowanie tak bardzo złożonego systemu i jakakolwiek jej degradacja prowadzi zawsze do zaburzenia jej precyzyjnej organizacji.
Gleba pełni rolę bardzo złożonego i skomplikowanego laboratorium biochemicznego, gdzie przy współudziale mikroorganizmów bierze udział w obiegu różnych składników mineralnych jak węgla, azotu, fosforu, siarki, wody.
Gleba zaopatruje wszystkie żywe organizmy danej biocenozy w niezbędne składniki abiotyczne, głównie w postaci kationów powstałych na skutek rozkładu różnych minerałów skały macierzystej. Gleba dostarcza roślinom oprócz składników mineralnych również wodę, tlen, enzymy, hormony i witaminy.
Gleba spełnia również niezmiernie ważną funkcję pozaprodukcyjną, gdyż dzięki specyficznym właściwościom fizycznym i zawartości koloidów mineralnych i organicznych jest niezastąpionym regulatorem obiegu wody w przyrodzie, gromadzi bowiem duże jej ilości w powierzchniowych warstwach próchnicznych.
W skład gleboznawstwa leśnego wchodzą następujące zagadnienia:
- warunki powstawania skał i minerałów,
- minerały,
- charakterystyka i podział skał,
- proces glebotwórczy,
- morfologia gleb,
- gleba jako środowisko fizyczne,
- gleba jako środowisko chemiczne,
- gleba jako środowisko biologiczne,
- żyzność i nawożenie gleb leśnych,
- ochrona środowiska glebowego,
- systematyka i charakterystyka gleb leśnych Polski